# Farara
Farara ist ein Weiler in der Landgemeinde Olléléwa in Niger.

## Geographie
Der Weiler liegt in der Landschaft Damergou, etwa acht Kilometer nordöstlich des Dorfs Olléléwa, dem Hauptort der gleichnamigen Landgemeinde, die zum Departement Tanout in der Region Zinder gehört. Zu den weiteren größeren Dörfern in der Umgebung von Farara zählt das rund zwölf Kilometer entfernte Sabon Kafi im Nordosten.
Farara ist Teil der Übergangszone zwischen Sahara und Sahel. Die durchschnittliche jährliche Niederschlagsmenge beträgt hier zwischen 200 und 300 mm.

## Geschichte
Der deutsche Afrikaforscher Heinrich Barth, der 1851 den Damergou bereiste, befand Farara als eine der neben Dan Kamsa, Koulan Karki, Olléléwa und Taghelel politisch bedeutendsten Siedlungen im Damergou. Hier hatte Mákita (auch Imkiten genannt), der im Sultanat Aïr zur Zeit des Fehlens eines Sultans eine wichtige Rolle gespielt hatte, seinen Wohnsitz. Barth beschrieb auch die „ansehnliche Lache“, die sich unterhalb des auf einem Hügel gelegenen Weilers befindet und schon damals der Wasserversorgung der umliegenden Dörfer diente.

## Bevölkerung
Bei der Volkszählung 2012 hatte Farara 133 Einwohner, die in 18 Haushalten lebten. Bei der Volkszählung 2001 betrug die Einwohnerzahl 61 in 11 Haushalten.
Die Bevölkerungsdichte in diesem Gebiet ist mit 10 bis 20 Einwohnern je Quadratkilometer relativ gering.

## Wirtschaft und Infrastruktur
Die Siedlung liegt in einem Gebiet des Übergangs zwischen der Naturweidewirtschaft des Nordens und des Ackerbaus des Süden, was zu Landnutzungskonflikten führt.